# Epamera nolaensis
Epamera nolaensis är en fjärilsart som beskrevs av Henry Stempffer 1951. Epamera nolaensis ingår i släktet Epamera och familjen juvelvingar. Inga underarter finns listade i Catalogue of Life.